# John Shaw Billings
John Shaw Billings, född 12 april 1838 och död 11 mars 1913, var läkare och chefbibliotekarie vid Surgeon General Office i USA.
Billings blev medicine doktor 1860 och deltog som militärläkare under amerikanska inbördeskriget, bland annat vid slaget i Gettysburg 1863. År 1865 blev han vid 27 års ålder chef för det militärmedicinska biblioteket som generalläkaren i USA börjat samla i mitten av 1800-talet. Under hans tjänstgöringstid växte biblioteket från några tusen exemplar till 116 000 år 1895. För att registrera innehållet i den stora samlingen skapade Billings ett rubriksystem, benämnt MeSH (medical subject headings), som han utarbetade på 1870-talet. De medicinska artiklarna katalogiserades i "Index Medicus" med start år 1879. I vidareutvecklingen av detta arbete samarbetade han med Herman Hollerith, som utvecklade det elektromekaniska hålkortsystem som kom att användas över hela världen ända in på 1980-talet.
Under några år var Billings även professor i hygien vid University of Pennsylvania och som äldre var han huvudansvarig för utformningen av Johns Hopkins Hospital och skapandet av New York Public Library.